# 太地町町営じゅんかんバス

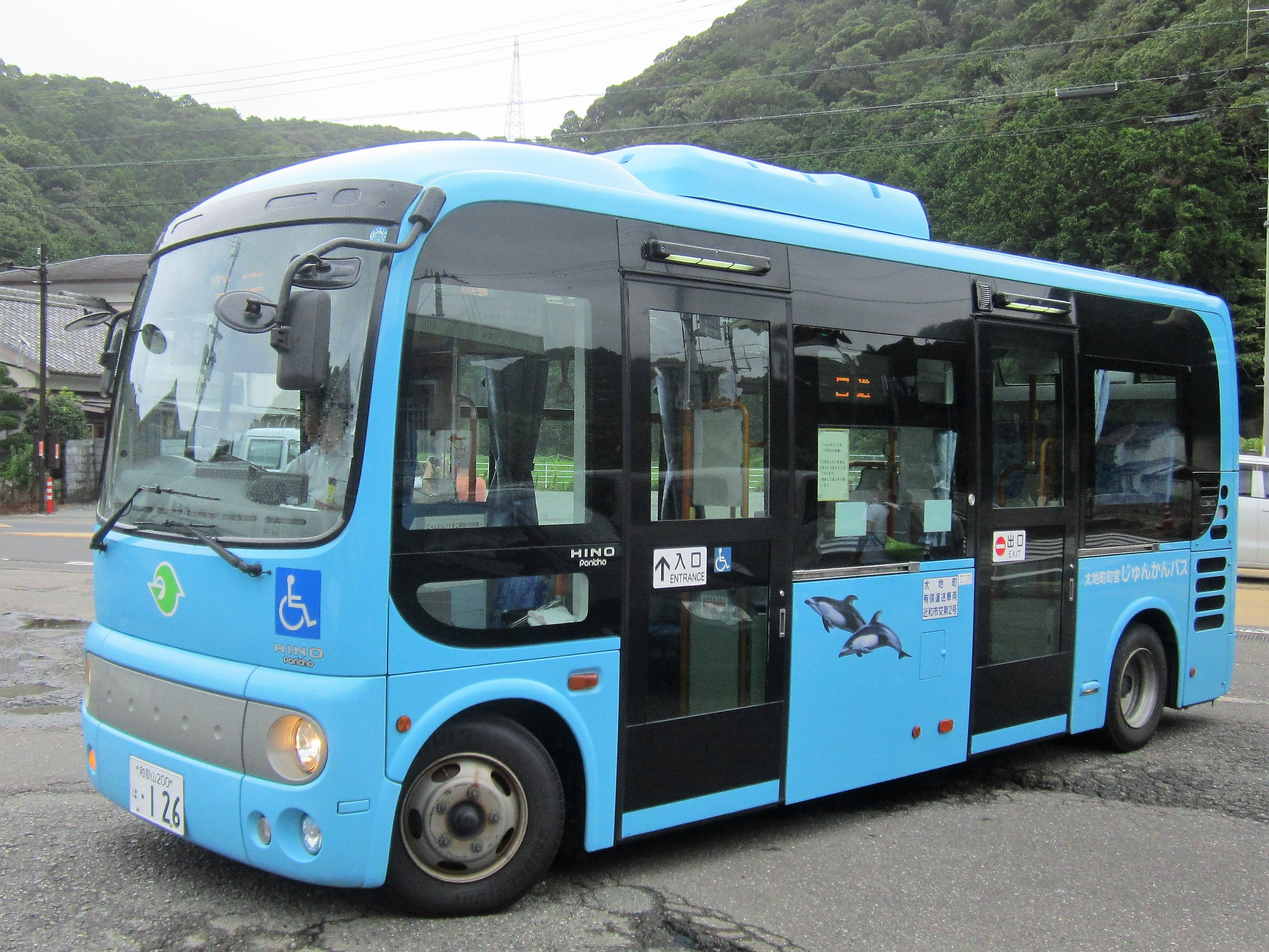
町営じゅんかんバスの車両
日野・ポンチョ
（2019年撮影）

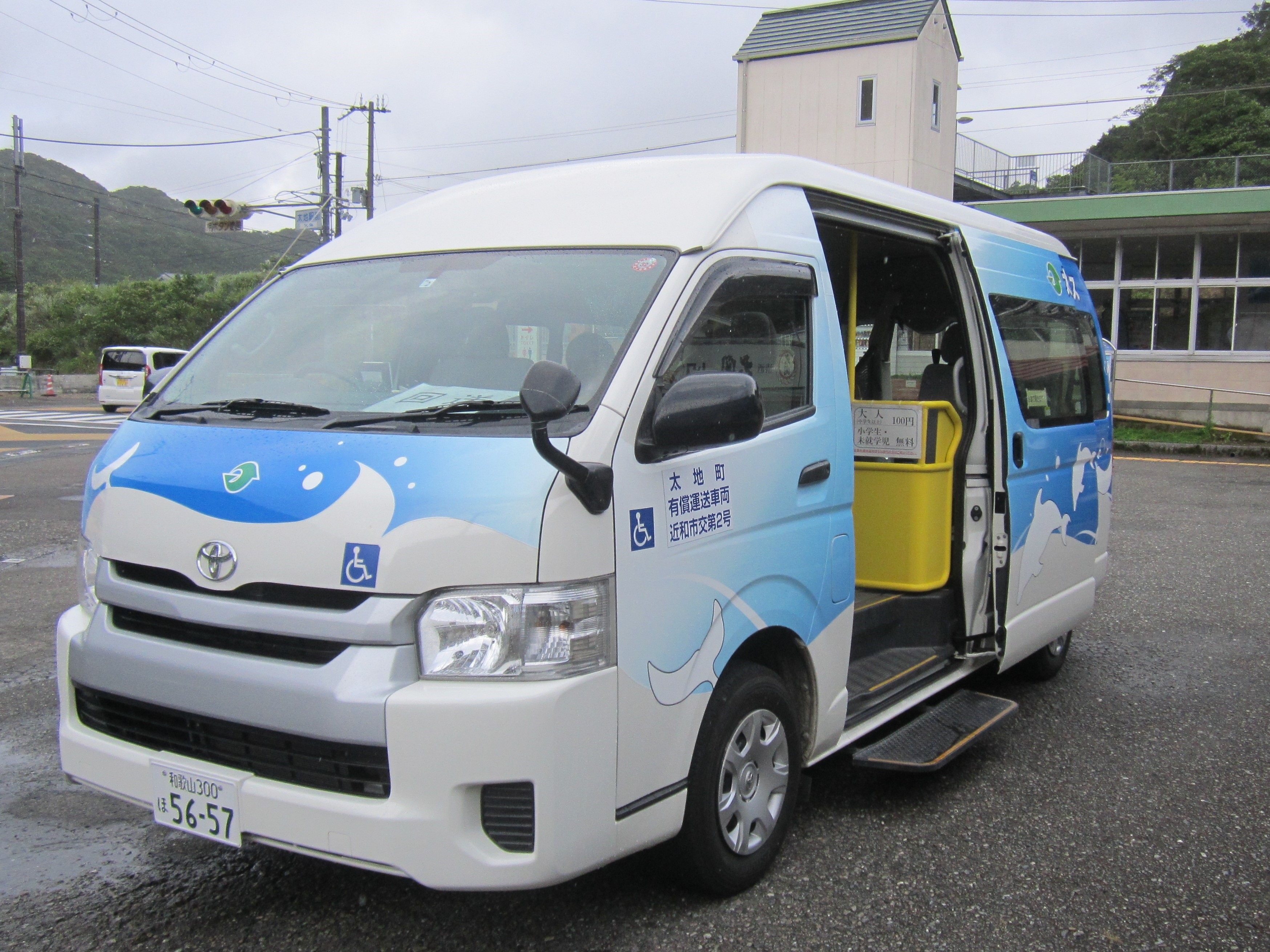
自由乗降バスの車両
トヨタ・ハイエース
（2019年撮影）

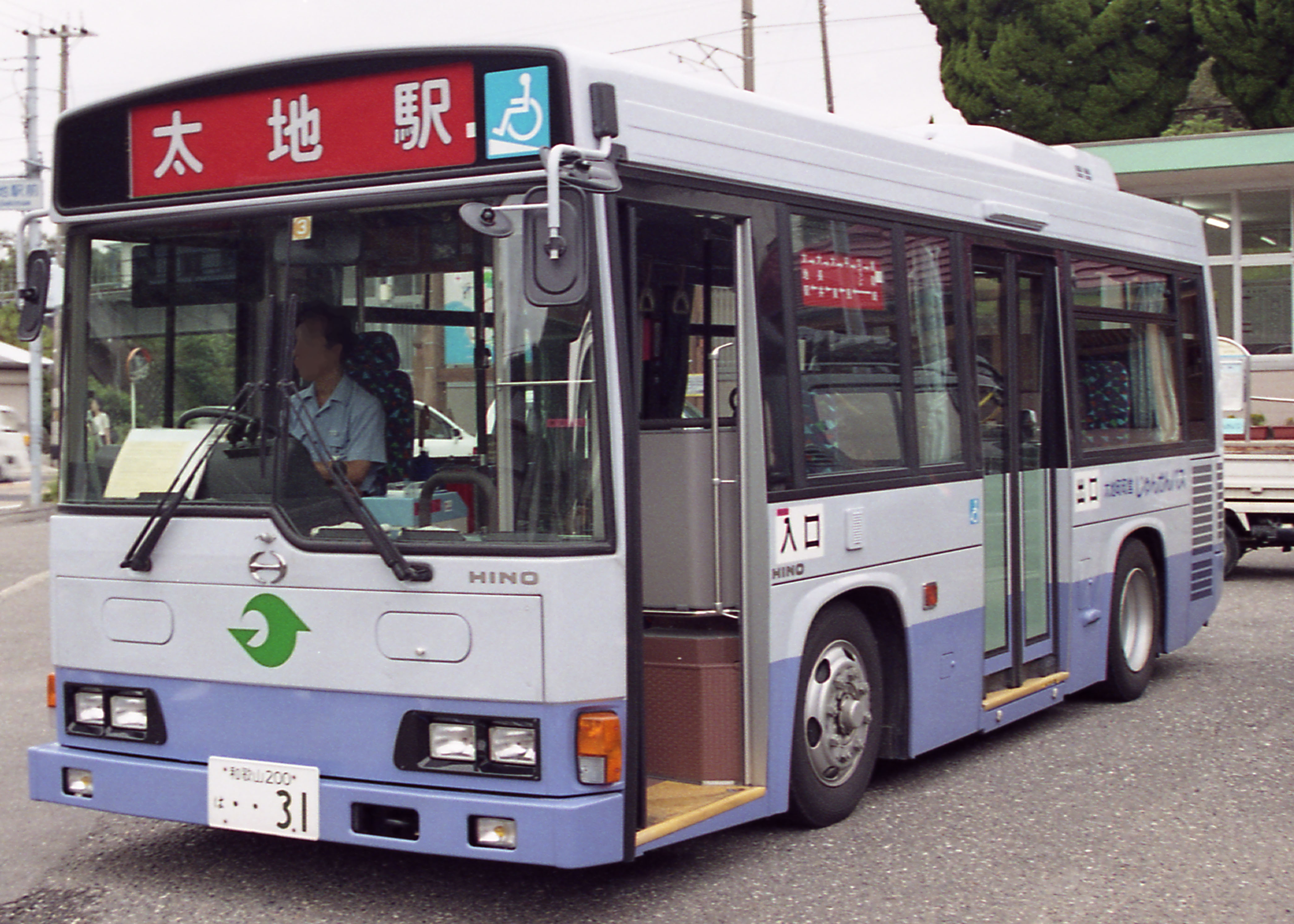
過去の車両
日野・レインボーHR
（2001年撮影）

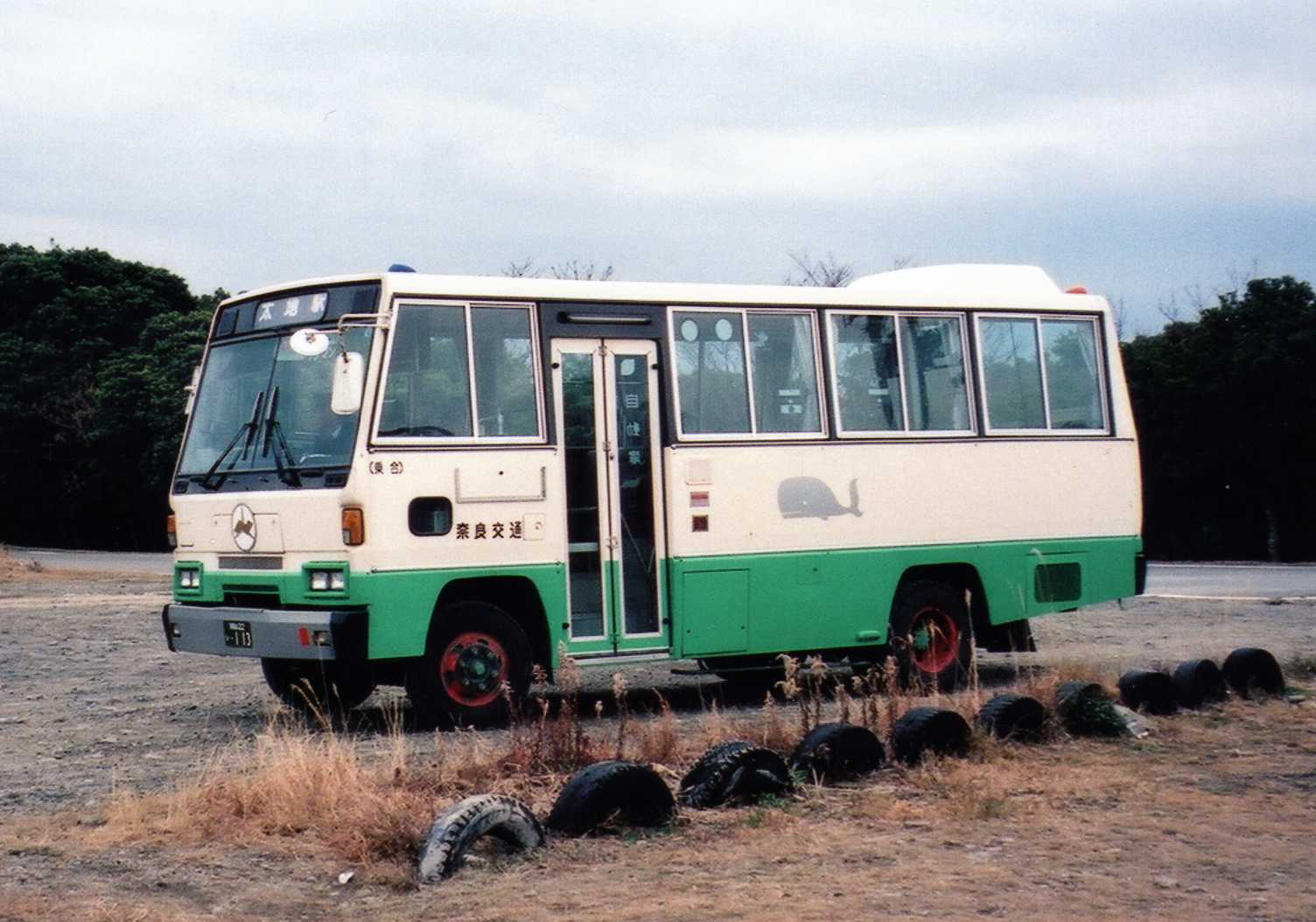
奈良交通太地線時代の専用車両
奈良交通の鹿マークの代わりに、太地町を表すくじらのマークが描かれていた。

太地町町営じゅんかんバス（たいじちょうちょうえいじゅんかんバス）は、和歌山県東牟婁郡太地町が運行するコミュニティバス（自治体バス）である。2001年4月1日運行開始。

## 概要
奈良交通太地線の廃止代替として、太地町が町内交通の利便性改善を目指して運行開始した。町営バス移行の際に、従来の奈良交通太地線の路線のほかに、大長井を経由する経路や東新集会所を経由する経路が追加されている。
運行形態は、道路運送法の規定に基づく自家用自動車による有償運送である。
運賃は対キロ区間制だが、専用車両に整理券発行機は設置されておらず、乗降方式は前乗り後降りのため、乗車の際に運転手に降車バス停留所を告げた上で運賃を支払う「申告制前払い」となっている。

### 自由乗降バス
2016年（平成28年）3月26日から、バス停留所以外でも乗降できる「自由乗降バス」の運行を開始した。運賃は100円均一。専用車両としてトヨタ・ハイエースを導入した。助手席を含め最大9人が乗車可能で、後面に車椅子用リフトを備えている。

## 沿革
- 2001年4月1日 - 奈良交通太地線の廃止代替として、町営じゅんかんバスを運行開始。運行業務を奈良交通南紀営業所に委託。
- 2010年4月 - 専用車両を日野・ポンチョ（2ドアロングボディ、36人乗り）に更新した[3]。
- 2016年3月26日
  - 自由乗降バスを運行開始、専用車両としてトヨタ・ハイエースを導入[2]。
  - JR西日本のダイヤ改正に合わせ、町営じゅんかんバスのダイヤを改正[2]。
- 2021年3月13日 - ダイヤ改正[4]。

## 現行路線
以下の7系統がある。いずれも太地駅を起終点とする。
車両の行先表示器、時刻表には系統番号は表示されていない。
1系統
- 太地駅 → 常渡 → くじら館 → 国民宿舎前 → 太地町役場前 → 漁協前 → 平見 → 南紀園 → 梶取崎 → 平見（以下往路と逆順） → 太地駅

2系統
- 太地駅 → 常渡 → 大長井 → 国民宿舎前 → 太地町役場前 → 漁協前 → 平見 → 南紀園 → 梶取崎 → 平見（以下往路と逆順） → 太地駅

3系統
- 太地駅 → 常渡 → くじら館 → 国民宿舎前 → 太地町役場前 → 漁協前 → 東新集会所 → 南紀園 → 梶取崎 → 平見 → 漁協前（以下往路と逆順） → 太地駅

4系統
- 太地駅 → 常渡 → くじら館 → 国民宿舎前 → 大長井 → 太地町役場前 → 漁協前 → 平見 → 梶取崎 → 南紀園 → 東新集会所 → 漁協前 → 太地町役場前 → 大長井 → 国民宿舎前 → くじら館 → 常渡 → 太地駅

5系統
- 太地駅 → 常渡 → くじら館 → 国民宿舎前 → 大長井 → 常渡 → 太地駅

6系統
- 平見 → 梶取崎 → 南紀園 → 平見 → 漁協前 → 太地町役場前 → 国民宿舎前 → 大長井 → 常渡 → 太地駅

7系統
- 太地駅 → 常渡 → 大長井 → 国民宿舎前 → 太地町役場前 → 漁協前 → 平見 → 南紀園 → 梶取崎 → 平見

## 車両
2001年の運行開始からは、日野・レインボーHR（KK・KL-HR系、7m車）を使用していた。
2010年4月、専用車両を日野・ポンチョ（2ドアロングボディ、36人乗り）に更新した。
2016年3月26日の自由乗降バス運行開始に伴い、専用車両としてトヨタ・ハイエース（車椅子用リフト付き、9人乗り）を導入した。